# Перёдское сельское поселение
 Перёдское сельское поселение — муниципальное образование в  Боровичском районе Новгородской области России. 
Административный центр — деревня Перёдки, стоящая на реке Белоручка.
Сельское поселение расположено к востоку от города Боровичи. По его территории проходит участок автодороги Р8 (Боровичи — Пестово). Площадь территории — 1278,6 га.

## История
Перёдское сельское поселение было образовано в соответствии с законом Новгородской области от 11 ноября 2005 года № 559-ОЗ. В соответствии с областным законом № 715-ОЗ, с апреля 2010 года сельское поселение объединено с также упразднённым Починно-Сопкинским во вновь образованное Перёдское сельское поселение с административным центром в деревне Перёдки.

## Население
| 2010  | 2012  | 2013  | 2014  | 2015  | 2016  | 2017  |
| ----- | ----- | ----- | ----- | ----- | ----- | ----- |
| 2024  | ↘1930 | ↘1869 | ↘1844 | ↘1842 | ↘1811 | ↘1791 |
| 2021  |       |       |       |       |       |       |
| ↘1701 |       |       |       |       |       |       |

## Состав сельского поселения
| №  | Населённый пункт | Тип                             | Население |
| -- | ---------------- | ------------------------------- | --------- |
| 1  | Бортник          | деревня                         | 74        |
| 2  | Валугино         | деревня                         | 0         |
| 3  | Вилачёво         | деревня                         | 15        |
| 4  | Виловатая Горка  | деревня                         | 8         |
| 5  | Власиха          | деревня                         | 3         |
| 6  | Дуброви          | деревня                         | 96        |
| 7  | Еремеево         | деревня                         | 48        |
| 8  | Засыпенье        | деревня                         | 44        |
| 9  | Карманово        | деревня                         | 0         |
| 10 | Качалово         | деревня                         | 24        |
| 11 | Кононово         | деревня                         | 12        |
| 12 | Короваево        | деревня                         | 16        |
| 13 | Коровкино        | деревня                         | 30        |
| 14 | Котово           | деревня                         | 5         |
| 15 | Красная Гора     | деревня                         | 4         |
| 16 | Кураково         | деревня                         | 49        |
| 17 | Липовец          | деревня                         | 6         |
| 18 | Маклаково        | деревня                         | 19        |
| 19 | Машкино          | деревня                         | 0         |
| 20 | Мышлячье         | деревня                         | 22        |
| 21 | Новоселицы       | деревня                         | 125       |
| 22 | Орехово          | деревня                         | 8         |
| 23 | Пальцево         | деревня                         | 4         |
| 24 | Папорть          | деревня                         | 60        |
| 25 | Перёдки          | деревня, административный центр | 482       |
| 26 | Петухово         | деревня                         | 12        |
| 27 | Починная Сопка   | деревня                         | 484       |
| 28 | Сушерёвка        | деревня                         | 49        |
| 29 | Тельбовичи       | деревня                         | 7         |
| 30 | Тухун            | деревня                         | 18        |
| 31 | Тухун            | посёлок                         | 249       |
| 32 | Чалпинка         | деревня                         | 34        |
| 33 | Шастово          | деревня                         | 6         |
| 34 | Шедомицы         | деревня                         | 11        |

С 12 апреля 2010 года в состав поселения были включены деревни Валугино, Виловатая Горка, Засыпенье, Карманово, Кононово, Короваево, Котово, Красная Гора, Машкино, Мышлячье, Пальцево, Починная Сопка, Тельбовичи, Шастово, Шедомицы из упразднённого Починно-Сопкинского сельского поселения.